# Predrag Spasić
Predrag Spasić (in serbo Предраг Спасић?; Kragujevac, 13 maggio 1965) è un ex calciatore serbo, fino al 1991 jugoslavo, di ruolo difensore.

## Palmarès

### Club

#### Competizioni nazionali
- Coppa di Jugoslavia: 1

Partizan: 1988-1989
- Supercoppa di Spagna: 1

Real Madrid: 1990